# 2018年南美球會盃
2018年南美球會盃是第 17 屆的南美球會盃賽事，由南美洲足球協會主辦。
賽事冠軍可獲得2019年南美自由盃的參賽資格。另外可與2018年南美自由盃冠軍角逐2019年南美超級盃，並且與2018年日本聯賽盃冠軍參角逐2019年駿河銀行錦標賽。

## 參賽球隊
以下 44 隊來自 10 個國家會參與本屆賽事，所有球隊均於第一圈開始角逐：
- 阿根廷及巴西：各 6 個席位
- 其餘國家：各 4 個席位

| 國家              | 球隊（席位）                   | 參賽途徑                                                                        |
| ----------------- | ------------------------------ | ------------------------------------------------------------------------------- |
| 阿根廷 6 個席位   | 聖羅倫素（阿根廷 1）           | 2016–17年 阿根廷足球甲級聯賽 成績最佳但未能晉身2018年南美自由盃球隊             |
| 阿根廷 6 個席位   | 拉魯斯（阿根廷 2）             | 2016–17年 阿根廷足球甲級聯賽 成績第二佳但未能晉身2018年南美自由盃球隊           |
| 阿根廷 6 個席位   | 紐維爾舊生（阿根廷 3）         | 2016–17年 阿根廷足球甲級聯賽 成績第三佳但未能晉身2018年南美自由盃球隊           |
| 阿根廷 6 個席位   | 防衛者（阿根廷 4）             | 2016–17年 阿根廷足球甲級聯賽 成績第四佳但未能晉身2018年南美自由盃球隊           |
| 阿根廷 6 個席位   | 高隆（阿根廷 5）               | 2016–17年 阿根廷足球甲級聯賽 成績第五佳但未能晉身2018年南美自由盃球隊           |
| 阿根廷 6 個席位   | 羅沙里奧中央（阿根廷 6）       | 2016–17年 阿根廷足球甲級聯賽 成績第六佳但未能晉身2018年南美自由盃球隊           |
| 玻利维亚 4 個席位 | 邦明（玻利維亞 1）             | 2016–17年 玻利維亞足球甲級聯賽總積分榜 成績最佳但未能晉身2018年南美自由盃球隊   |
| 玻利维亚 4 個席位 | 瓜比拉（玻利維亞 2）           | 2016–17年 玻利維亞足球甲級聯賽總積分榜 成績第二佳但未能晉身2018年南美自由盃球隊 |
| 玻利维亚 4 個席位 | 聖荷西體育會（玻利維亞 3）     | 2016–17年 玻利維亞足球甲級聯賽總積分榜 成績第三佳但未能晉身2018年南美自由盃球隊 |
| 玻利维亚 4 個席位 | 國民普托斯（玻利維亞 4）       | 2016–17年 玻利維亞足球甲級聯賽總積分榜 成績第四佳但未能晉身2018年南美自由盃球隊 |
| 巴西 6 個席位     | 明尼路（巴西 1）               | 2017年 巴西足球甲級聯賽 成績最佳但未能晉身2018年南美自由盃球隊                  |
| 巴西 6 個席位     | 保地花高（巴西 2）             | 2017年 巴西足球甲級聯賽 成績第二佳但未能晉身2018年南美自由盃球隊                |
| 巴西 6 個席位     | 帕拉尼恩斯（巴西 3）           | 2017年 巴西足球甲級聯賽 成績第三佳但未能晉身2018年南美自由盃球隊                |
| 巴西 6 個席位     | 巴希亞（巴西 4）               | 2017年 巴西足球甲級聯賽 成績第四佳但未能晉身2018年南美自由盃球隊                |
| 巴西 6 個席位     | 聖保羅（巴西 5）               | 2017年 巴西足球甲級聯賽 成績第五佳但未能晉身2018年南美自由盃球隊                |
| 巴西 6 個席位     | 富明尼斯（巴西 6）             | 2017年 巴西足球甲級聯賽 成績第六佳但未能晉身2018年南美自由盃球隊                |
| 智利 4 個席位     | 艾斯賓路拿（智利 1）           | 2017年 智利甲組足球聯賽 亞軍附加賽負方                                          |
| 智利 4 個席位     | 維拿迪馬愛華頓（智利 2）       | 2017年 智利甲組足球聯賽過渡球季 成績最佳但未能晉身2018年南美自由盃球隊          |
| 智利 4 個席位     | 奧達斯（智利 3）               | 2017年 智利甲組足球聯賽過渡球季 成績第二佳但未能晉身2018年南美自由盃球隊        |
| 智利 4 個席位     | 迪莫高體育會（智利 4）         | 2017年 智利甲組足球聯賽過渡球季 成績第三佳但未能晉身2018年南美自由盃球隊        |
| 哥伦比亚 4 個席位 | 麥德林獨立（哥倫比亞 1）       | 2017年 哥倫比亞足球甲級聯賽總積分榜 成績最佳但未能晉身2018年南美自由盃球隊      |
| 哥伦比亚 4 個席位 | 阿美利加（哥倫比亞 2）         | 2017年 哥倫比亞足球甲級聯賽總積分榜 成績第二佳但未能晉身2018年南美自由盃球隊    |
| 哥伦比亚 4 個席位 | 卡利（哥倫比亞 3）             | 2017年 哥倫比亞足球甲級聯賽總積分榜 成績第三佳但未能晉身2018年南美自由盃球隊    |
| 哥伦比亚 4 個席位 | 查古里斯科爾多瓦（哥倫比亞 4） | 2017年 哥倫比亞足球甲級聯賽總積分榜 成績第四佳但未能晉身2018年南美自由盃球隊    |
| 4 個席位          | SC巴斯隆拿（厄瓜多爾 1）       | 2017年 厄瓜多爾甲組足球聯賽總積分榜 成績最佳但未能晉身2018年南美自由盃球隊      |
| 4 個席位          | 國家體育會（厄瓜多爾 2）       | 2017年 厄瓜多爾甲組足球聯賽總積分榜 成績第二佳但未能晉身2018年南美自由盃球隊    |
| 4 個席位          | 昆卡（厄瓜多爾 3）             | 2017年 厄瓜多爾甲組足球聯賽總積分榜 成績第三佳但未能晉身2018年南美自由盃球隊    |
| 4 個席位          | 利加大學（厄瓜多爾 4）         | 2017年 厄瓜多爾甲組足球聯賽 南美球會盃附加賽勝方                                |
| 巴拉圭 4 個席位   | 索爾德阿美利加（巴拉圭 1）     | 2017年 巴拉圭足球甲級聯賽總積分榜 成績最佳但未能晉身2018年南美自由盃球隊        |
| 巴拉圭 4 個席位   | 迪亞斯（巴拉圭 2）             | 2017年 巴拉圭足球甲級聯賽總積分榜 成績第二佳但未能晉身2018年南美自由盃球隊      |
| 巴拉圭 4 個席位   | 路昆奴（巴拉圭 3）             | 2017年 巴拉圭足球甲級聯賽總積分榜 成績第三佳但未能晉身2018年南美自由盃球隊      |
| 巴拉圭 4 個席位   | 國民會（巴拉圭 4）             | 2017年 巴拉圭足球甲級聯賽總積分榜 成績第四佳但未能晉身2018年南美自由盃球隊      |
| 秘鲁 4 個席位     | 卡查馬卡大學（秘魯 1）         | 2017年 秘魯足球甲級聯賽總積分榜 成績最佳但未能晉身2018年南美自由盃球隊          |
| 秘鲁 4 個席位     | 漢卡約（秘魯 2）               | 2017年 秘魯足球甲級聯賽總積分榜 成績第二佳但未能晉身2018年南美自由盃球隊        |
| 秘鲁 4 個席位     | 羅沙里奧體育會（秘魯 3）       | 2017年 秘魯足球甲級聯賽總積分榜 成績第三佳但未能晉身2018年南美自由盃球隊        |
| 秘鲁 4 個席位     | 士砵亭水晶（秘魯 4）           | 2017年 秘魯足球甲級聯賽總積分榜 成績第四佳但未能晉身2018年南美自由盃球隊        |
| 乌拉圭 4 個席位   | 切洛（烏拉圭 1）               | 2017年 烏拉圭足球甲級聯賽 成績最佳但未能晉身2018年南美自由盃球隊                |
| 乌拉圭 4 個席位   | 波士頓河（烏拉圭 2）           | 2017年 烏拉圭足球甲級聯賽 成績第二佳但未能晉身2018年南美自由盃球隊              |
| 乌拉圭 4 個席位   | 蘭普拉青年（烏拉圭 3）         | 2017年 烏拉圭足球甲級聯賽 成績第三佳但未能晉身2018年南美自由盃球隊              |
| 乌拉圭 4 個席位   | 達奴比奧（烏拉圭 4）           | 2017年 烏拉圭足球甲級聯賽 成績第四佳但未能晉身2018年南美自由盃球隊              |
| 委内瑞拉 4 個席位 | 米拿羅斯（委內瑞拉 1）         | 2017年 委內瑞拉盃 冠軍                                                          |
| 委内瑞拉 4 個席位 | 梅里達學生隊（委內瑞拉 2）     | 2017年 委內瑞拉足球甲級聯賽秋季 成績最佳但未能晉身2018年南美自由盃球隊          |
| 委内瑞拉 4 個席位 | 卡拉卡斯（委內瑞拉 3）         | 2017年 委內瑞拉足球甲級聯賽春季 亞軍                                            |
| 委内瑞拉 4 個席位 | FC薩莫拿（委內瑞拉 4）         | 2017年 委內瑞拉足球甲級聯賽總積分榜 成績最佳但未能晉身2018年南美自由盃球隊      |

另外，還有 10 隊從2018年南美自由盃轉戰至南美球會盃的球隊，均會進入第二圈賽事角逐。
| 外圍賽第三圈成績最佳球隊 |
| ------------------------ |
| 威斯特曼                 |
| 班菲特                   |
| 小組賽第三位球隊         |
| 迪芬沙士砵亭             |
| 玻利瓦爾                 |
| 彭拿路                   |
| 聖達菲                   |
| 華斯高                   |
| 蒙特維多國民隊           |
| 米倫拿列奧               |
| 青年體育會               |

## 抽籤
第一圈抽籤儀式於2017年12月20日，在巴拉圭盧克的南美洲足球協會會議中心舉行。
第一圈球隊會根據其地理位置分為 2 個區域：
- A 檔（南區）： 22 隊來自阿根廷、玻利維亞、智利、巴拉圭和烏拉圭
- B 檔（北區）： 22 隊來自巴西、哥倫比亞、厄瓜多爾、秘魯和委內瑞拉

44 隊會被抽籤分成 22 組（G1–G22）對壘，由 A 檔球隊對 B 檔球隊。當中單數組會由 B 檔球隊於次回合主場出戰，而雙數組則會由 A 檔球隊於次回合主場出戰。
第二圈抽籤儀式於2018年6月2日，在巴拉圭盧克的南美洲足球協會會議中心舉行。
第二圈球隊會根據其上一圈的成績分為 2 個檔次：
- 第 1 檔： 10 隊由南美自由盃降格及 6 隊於南美球會盃第一圈成績最佳球隊
- 第 2 檔： 16 隊餘下的南美球會盃第一圈勝方球隊

32 隊會被抽籤分成 16 組（O1–O16）對壘，由第 1 檔球隊對第 2 檔球隊。第 1 檔會於次回合主場出戰。球隊來自相同國家亦可以被抽在同一對賽組合。

## 賽程表
下表為本屆賽事之賽程。
| 階段     | 首回合 | 次回合 |
| -------- | --- | --- |
| 第一圈   | - 2018年2月13–15日 - 2018年2月20–22日 - 2018年4月10–12日                                                          | - 2018年3月6–8日 - 2018年5月8–10日                                                                                |
| 第二圈   | - 第 1 周：2018年7月17–19日 - 第 2 周：2018年7月24–26日 - 第 3 周：2018年7月31–8月2日 - 第 4 周：2018年8月14–16日 | - 第 1 周：2018年7月17–19日 - 第 2 周：2018年7月24–26日 - 第 3 周：2018年7月31–8月2日 - 第 4 周：2018年8月14–16日 |
| 十六強   | - 第 1 周：2018年8月21–23日 - 第 2 周：2018年9月18–20日 - 第 3 周：2018年9月25–27日 - 第 4 周：2018年10月2–4日    | - 第 1 周：2018年8月21–23日 - 第 2 周：2018年9月18–20日 - 第 3 周：2018年9月25–27日 - 第 4 周：2018年10月2–4日    |
| 半準決賽 | 2018年10月23–25日                                                                                                 | 2018年10月30日–11月1日                                                                                            |
| 準決賽   | 2018年11月6, 8日                                                                                                  | 2018年11月27, 29日                                                                                                |
| 決賽     | 2018年12月5日 | 2018年12月12日 |

## 外圍賽

### 第一圈
| 第一隊           | 總比數      | 第二隊       | 首回合 | 次回合 |
| ---------------- | ----------- | ------------ | ------ | ------ |
| 維拿迪馬愛華頓   | 2–2（客）   | 卡拉卡斯     | 1–2    | 1–0    |
| 梅里達學生隊     | 1–3         | 迪莫高體育會 | 1–1    | 0–2    |
| 拉魯斯           | 5–4         | 士砵亭水晶   | 4–2    | 1–2    |
| 卡利             | 5–3         | 達奴比奧     | 3–0    | 2–3    |
| 聖羅倫素         | 1–0         | 明尼路       | 1–0    | 0–0    |
| 利加大學         | 4–4（客）   | 瓜比拉       | 2–1    | 2–3    |
| 國民會           | 0–0（4–3 ） | 米拿羅斯     | 0–0    | 0–0    |
| 羅沙里奧體育會   | 0–2         | 切洛         | 0–0    | 0–2    |
| 索爾德阿美利加   | 3–3（客）   | 麥德林獨立   | 2–0    | 1–3    |
| SC巴斯隆拿       | 1–2         | 迪亞斯       | 0–0    | 1–2    |
| 路昆奴           | 2–2（5–6 ） | 昆卡         | 2–0    | 0–2    |
| 卡查馬卡大學     | 2–4         | 蘭普拉青年   | 2–0    | 0–4    |
| 防衛者           | 3–1         | 阿美利加     | 0–1    | 3–0    |
| 帕拉尼恩斯       | 4–2         | 紐維爾舊生   | 3–0    | 1–2    |
| 艾斯賓路拿       | 0–3         | 漢卡約       | 0–0    | 0–3    |
| 查古里斯科爾多瓦 | 2–4         | 波士頓河     | 2–1    | 0–3    |
| 羅沙里奧中央     | 0–1         | 聖保羅       | 0–0    | 0–1    |
| 國家體育會       | 4–3         | 聖荷西體育會 | 3–2    | 1–1    |
| 邦明             | 1–4         | 巴希亞       | 1–0    | 0–4    |
| FC薩莫拿         | 0–3         | 高隆         | 0–2    | 0–1    |
| 奧達斯           | 2–3         | 保地花高     | 1–2    | 1–1    |
| 富明尼斯         | 3–2         | 國民普托斯   | 3–0    | 0–2    |

### 第二圈
| 第一隊         | 總比數      | 第二隊         | 首回合 | 次回合 |
| -------------- | ----------- | -------------- | ------ | ------ |
| 迪亞斯         | 1–5         | 米倫拿列奧     | 1–1    | 0–4    |
| 國民會         | 2–3         | 保地花高       | 2–1    | 0–2    |
| 索爾德阿美利加 | 0–1         | 蒙特維多國民隊 | 0–0    | 0–1    |
| 聖保羅         | 1–1（3–5 ） | 高隆           | 0–1    | 1–0    |
| 波士頓河       | 1–2         | 班菲特         | 1–0    | 0–2    |
| 富明尼斯       | 3–0         | 迪芬沙士砵亭   | 2–0    | 1–0    |
| 帕拉尼恩斯     | 6–1         | 彭拿路         | 2–0    | 4–1    |
| 卡利           | 6–1         | 玻利瓦爾       | 4–0    | 2–1    |
| 利加大學       | 3–2         | 華斯高         | 3–1    | 0–1    |
| 卡拉卡斯       | 6–3         | 漢卡約         | 2–0    | 4–3    |
| 昆卡           | 4–4（6–5 ） | 威斯特曼       | 2–2    | 2–2    |
| 防衛者         | 2–1         | 國家體育會     | 2–0    | 0–1    |
| 拉魯斯         | 1–1（2–3 ） | 青年體育會     | 1–0    | 0–1    |
| 聖羅倫素       | 3–1         | 迪莫高體育會   | 3–0[A] | 0–1    |
| 巴希亞         | 3–1         | 切洛           | 2–0    | 1–1    |
| 蘭普拉青年     | 0–2         | 聖達菲         | 0–0    | 0–2    |

備註：
1. ^ 因迪莫高體育會派出不合資格球員出賽，南美洲足協賽後裁定聖羅倫素以 3–0 獲勝，推翻原先聖羅倫素以 1–2 落敗的賽果。[16]

## 決賽圈

### 十六強
| 第一隊     | 總比數      | 第二隊         | 首回合 | 次回合 |
| ---------- | ----------- | -------------- | ------ | ------ |
| 聖達菲     | 0–0（5–3 ） | 米倫拿列奧     | 0–0    | 0–0    |
| 巴希亞     | 3–3（5–4 ） | 保地花高       | 2–1    | 1–2    |
| 聖羅倫素   | 3–3（客）   | 蒙特維多國民隊 | 3–1    | 0–2    |
| 青年體育會 | 2–1         | 高隆           | 1–0    | 1–1    |
| 防衛者     | 2–0         | 班菲特         | 0–0    | 2–0    |
| 昆卡       | 0–4         | 富明尼斯       | 0–2    | 0–2    |
| 卡拉卡斯   | 1–4         | 帕拉尼恩斯     | 0–2    | 1–2    |
| 利加大學   | 1–1（1–3 ） | 卡利           | 1–0    | 0–1    |

### 半準決賽
| 第一隊     | 總比數      | 第二隊         | 首回合 | 次回合 |
| ---------- | ----------- | -------------- | ------ | ------ |
| 聖達菲     | 3–2         | 卡利           | 1–1    | 2–1    |
| 巴希亞     | 1–1（1–4 ） | 帕拉尼恩斯     | 0–1    | 1–0    |
| 富明尼斯   | 2–1         | 蒙特維多國民隊 | 1–1    | 1–0    |
| 青年體育會 | 3–3（客）   | 防衛者         | 2–0    | 1–3    |

### 準決賽
| 第一隊     | 總比數 | 第二隊     | 首回合 | 次回合 |
| ---------- | ------ | ---------- | ------ | ------ |
| 聖達菲     | 0–3    | 青年體育會 | 0–2    | 0–1    |
| 帕拉尼恩斯 | 4–0    | 富明尼斯   | 2–0    | 2–0    |

### 決賽
| 第一隊     | 總比數      | 第二隊     | 首回合 | 次回合      |
| ---------- | ----------- | ---------- | ------ | ----------- |
| 青年體育會 | 2–2（3–4 ） | 帕拉尼恩斯 | 1–1    | 1–1（加时） |

## 外部連結
- 2018年南美球會盃（页面存档备份，存于） RSSSF